# Sergio Ramos
Sergio Ramos García (Camas, 1986. március 30. –) spanyol válogatott, a mexikói Monterrey játékosa. Világbajnok és kétszeres Európa-bajnok, valamint négyszeres Bajnokok Ligája-győztes labdarúgó. 10 éves korától kezdve a Sevillánál nevelkedett, 2003-ban mutatkozott be a klub második számú csapatában, a felnőtteknél 2004-ben játszott először. 2005-ben igazolta le a Real Madrid és ebben az évben debütált a nagyválogatottban is.
A Real Madriddal összesen 25 címet nyert el pályafutása során, többek között ötször diadalmaskodott a bajnokságban, négyszer pedig a Bajnokok Ligájában. Védő létére zsinórban tizenhat idényében szerzett gólt klubjában, és fontos találatokat szerzett a 2014-es és a 2016-os BL-döntőben is. 2015-ben örökölte meg a csapatkapitányi karszalagot Iker Casillastól. 2020 novemberében megszerezte 100. gólját a Real Madridban.
A spanyol válogatottal 2010-ben világbajnok lett, 2008-ban és 2012-ben pedig Európa-bajnokságot nyert. 2019-ben Casillast megelőzve lett a nemzeti csapat szereplési rekordere, 2020. november 14-én pedig Gianluigi Buffont is lehagyva ő lett a labdarúgás történetében a legtöbb válogatottsággal rendelkező európai játékos.

## Pályafutása

### Sevilla
Ramos pályafutását elismert jobbhátvédként kezdte, mely poszton szerepelt karrierje kezdetének legnagyobb részében. Két év tapasztalatszerzés után a Sevillával a spanyol bajnokságban, megmutatta, hogy tehetséges és képes bármilyen poszton játszani a védelemben. Sevilla színeiben az utánpótlás-válogatottba is bekerült. Ekkor több nagy klub is felfigyelt rá.

### Real Madrid

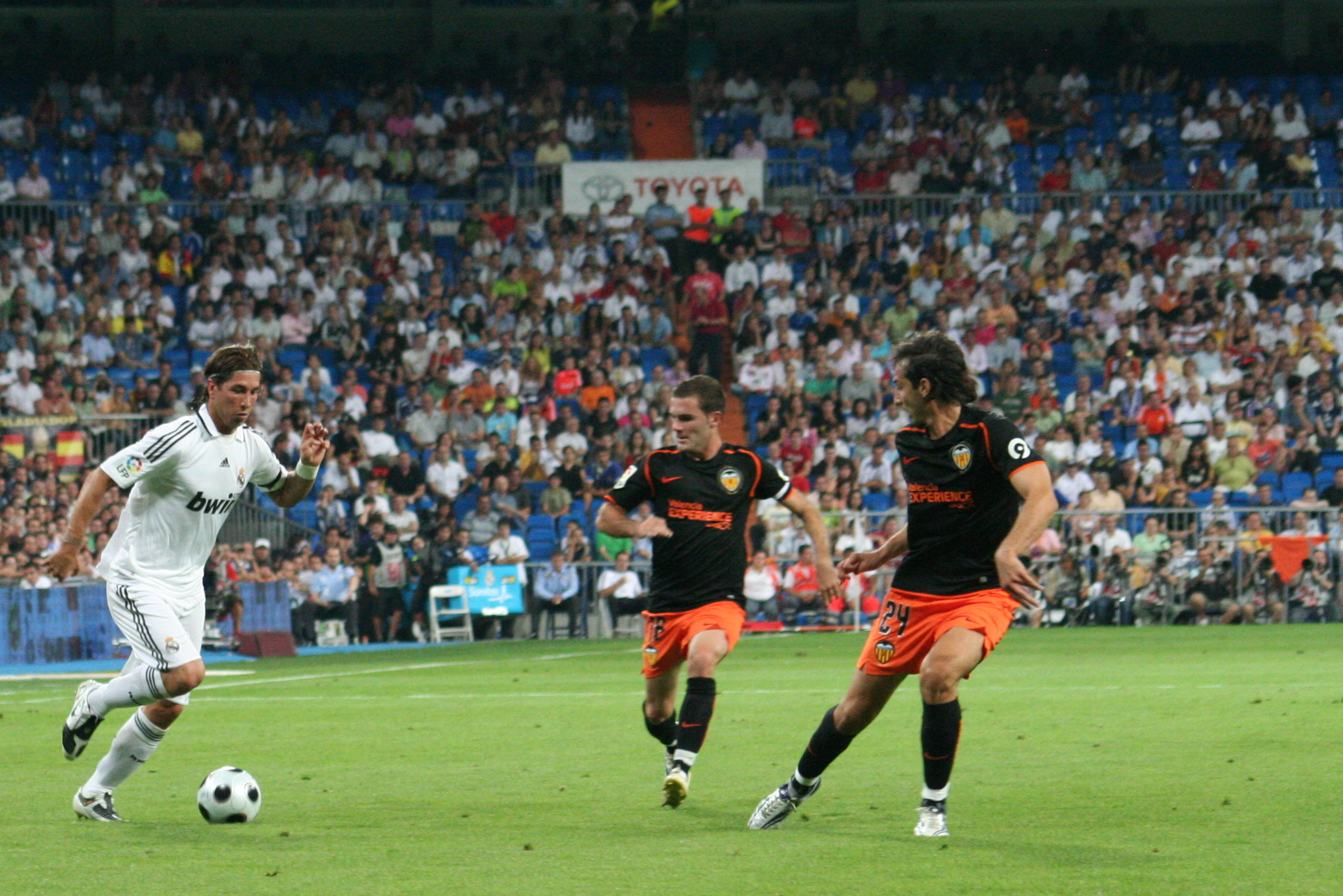
Egy Valencia elleni mérkőzésen.

2005 nyarán a Real Madrid 27 000 000 €-ért megvásárolta a 19 éves Ramost a Sevillától. Ezzel ő lett a kilencedik játékos aki elhagyja a Sevillát a Real Madridért. Ez az átigazolás a harmadik legdrágább tizenéves játékossá tette Wayne Rooney mögött és a legdrágább belföldi átigazolássá. A Real Madridban megkapta a 4-es számú mezt, amelyet azelőtt a Real Madrid csapatkapitánya, Fernando Hierro viselt. Florentino Pérez első elnöksége alatt a klub egyetlen hazai igazolása volt.
Első gólját a Real Madrid színeiben a Bajnokok Ligájában az Olimpiakosz ellen szerezte, ahol a Real Madrid így is 2-1-es vereséget szenvedett. Ramos, teljesítményének és erőfeszítésének köszönhetően hamar a szurkolók kedvencévé vált. A Real Madridban jobbhátvédként kezdett, de néha védekező középpályásként vagy középsővédőként is szerepelt.
2008. május 4-én gólpasszt adott Gonzalo Higuaínnak, és ez a győztes gól biztosította be a klub harmincegyedik bajnoki címét. Az utolsó fordulóban, a Levante 5–2-es legyőzésekor kétszer is betalált.
Év végén bekerült a FIFA és az UEFA év csapatába egyaránt, az Aranylabda-szavazáson huszonegyedik lett.
A 2009-10-es szezon elején a három csapatkapitány-helyettes egyike lett Guti és Casillas mellett. Pepe sérülése miatt Ramos gyakrabban szerepelt középhátvédként. 4 gólt szerzett 33 LaLiga mérkőzésen és 2010. Február 21-én a 200. Real Madrid meccsén lépett pályára a Villarreal CF ellen. Hiába zárt ő maga remek szezont a személyes eredményeket tekintve, azonban a Real ezt a szezont trófeák nélkül fejezte be.
2010. november 29-én a Galaktikusoknak a Barcelona ellen 5-0-ra elveszített mérkőzésén Ramost kiállították, miután hátulról felrúgta Lionel Messit, majd egy ütközésben fellökte Carles Puyolt. Ezen kiállítás után beérte Fernando Hierro addigi rekordját, 10 piroslapot kapott a klub játékosaként (igaz, ehhez neki 264 mérkőzéssel kevesebb kellett). 2011. április 20-án Ramos kezdő volt a Spanyol labdarúgókupa (Cola del Rey) döntőjében, melyet a fővárosi klub nyert meg 1-0 arányban a nagy rivális, FC Barcelona ellen Valenciában. Az ezt követő győzelmi felvonuláson, a csapatbusz tetején ünnepelve, véletlenül elejtette a kupát, ami így a jármű alá esett, minek eredményeként megrongálódott.
2011. július 12-én Ramos szerződést hosszabbított a csapattal 2017-ig.
2025. február 6-án aláírt a mexikói Monterrey csapatához.

### A válogatottban
2004-ben Ramos a spanyol U21-es labdarúgó-válogatott kulcsfontosságú tagjává vált, melyben hat meccset játszott, tapasztalatot szerezvén és felkeltvén a nagy csapatok figyelmét. Salamancán, egy meccsen Kína ellen (első mérkőzése a spanyol labdarúgó-válogatottban), tizenkilenc évesen bemutatkozott a Spanyol labdarúgó-válogatott nagyjai között is és ezen szereplésével a labdarúgó-válogatott előző ötvenöt évének legfiatalabb játékosává vált. Ő tartotta e rekordot, míg az Arsenal játékosa, Cesc Fàbregas meg nem döntötte ezt.
A 2008-as labdarúgó-Európa-bajnokság selejtezőiben rendszeresen tagja volt a kezdő tizenegynek. A selejtezőben tizenegy mérkőzés alatt két gólt szerzett, melyekből egyet a dánok elleni 3-1-es győzelemben. Egy hónappal később Svédország ellen is betalált. A tornán szinte minden meccsen játszott. A döntő megnyerése után egy Antonio Puertára emlékező pólót viselt.
Játszott a Konföderációs kupán is, ahol a spanyolok számára a végállomást az elődöntő és az USA jelentette.
A 2010-es labdarúgó-világbajnokságon minden meccsen kezdő volt, és neki is nagy szerepe volt abban, hogy a spanyolok a kieséses szakaszt kapott gól nélkül tudták le. A spanyolok történetük során először világbajnokok lettek.

## Karrierje statisztikái

### Klubokban
Utolsó frissítés: 2020. november 8.
| Klub             | Szezon   | Liga  | Liga  | Kupa  | Kupa  | Európa | Európa | Egyéb | Egyéb | Összesen | Összesen |
| Klub             | Szezon   | Mérk. | Gólok | Mérk. | Gólok | Mérk.  | Gólok  | Mérk. | Gólok | Mérk.    | Gólok    |
| ---------------- | -------- | ----- | ----- | ----- | ----- | ------ | ------ | ----- | ----- | -------- | -------- |
| Sevilla Atlético | 2002–03  | 1     | 0     | 0     | 0     | 0      | 0      | 0     | 0     | 1        | 0        |
| Sevilla Atlético | 2003–04  | 25    | 2     | 0     | 0     | 0      | 0      | 0     | 0     | 25       | 2        |
| Sevilla Atlético | Összesen | 26    | 2     | 0     | 0     | 0      | 0      | 0     | 0     | 26       | 2        |
| Sevilla          | 2003–04  | 7     | 0     | 0     | 0     | 0      | 0      | 0     | 0     | 7        | 0        |
| Sevilla          | 2004–05  | 31    | 2     | 5     | 0     | 6      | 1      | 0     | 0     | 42       | 3        |
| Sevilla          | 2005–06  | 1     | 0     | 0     | 0     | 0      | 0      | 0     | 0     | 1        | 0        |
| Sevilla          | Összesen | 39    | 2     | 5     | 0     | 6      | 1      | 0     | 0     | 50       | 3        |
| Real Madrid      | 2005–06  | 33    | 4     | 6     | 1     | 7      | 1      | 0     | 0     | 46       | 6        |
| Real Madrid      | 2006–07  | 33    | 5     | 3     | 0     | 6      | 1      | 0     | 0     | 42       | 6        |
| Real Madrid      | 2007–08  | 33    | 5     | 5     | 1     | 7      | 0      | 0     | 0     | 45       | 6        |
| Real Madrid      | 2008–09  | 32    | 4     | 2     | 1     | 8      | 1      | 0     | 0     | 42       | 6        |
| Real Madrid      | 2009–10  | 33    | 4     | 0     | 0     | 7      | 0      | 0     | 0     | 40       | 4        |
| Real Madrid      | 2010–11  | 31    | 3     | 7     | 1     | 8      | 0      | 0     | 0     | 46       | 4        |
| Real Madrid      | 2011–12  | 34    | 3     | 6     | 0     | 11     | 1      | 0     | 0     | 51       | 4        |
| Real Madrid      | 2012–13  | 26    | 4     | 5     | 0     | 9      | 1      | 0     | 0     | 40       | 5        |
| Real Madrid      | 2013–14  | 32    | 4     | 8     | 0     | 11     | 3      | 0     | 0     | 51       | 7        |
| Real Madrid      | 2014–15  | 27    | 4     | 4     | 1     | 8      | 0      | 3     | 2     | 42       | 7        |
| Real Madrid      | 2015–16  | 23    | 2     | 0     | 0     | 10     | 1      | 0     | 0     | 33       | 3        |
| Real Madrid      | 2016–17  | 28    | 7     | 3     | 1     | 11     | 1      | 2     | 1     | 44       | 10       |
| Real Madrid      | 2017–18  | 26    | 4     | 1     | 0     | 11     | 1      | 4     | 0     | 42       | 5        |
| Real Madrid      | 2018–19  | 28    | 6     | 6     | 3     | 5      | 0      | 3     | 2     | 42       | 11       |
| Real Madrid      | 2019–20  | 35    | 11    | 2     | 0     | 5      | 2      | 2     | 0     | 44       | 13       |
| Real Madrid      | 2020–21  | 8     | 2     | 0     | 0     | 2      | 1      | 0     | 0     | 10       | 3        |
| Real Madrid      | Összesen | 462   | 72    | 48    | 7     | 126    | 14     | 24    | 7     | 660      | 100      |
| Összesen         | Összesen | 527   | 76    | 53    | 7     | 132    | 15     | 24    | 7     | 736      | 105      |

### A válogatottban
Utolsó frissítés: 2020. november 17.
| Spanyolország |       |       |
| Évek          | Mérk. | Gólok |
| 2005          | 7     | 2     |
| 2006          | 13    | 0     |
| 2007          | 10    | 2     |
| 2008          | 15    | 0     |
| 2009          | 11    | 0     |
| 2010          | 16    | 1     |
| 2011          | 10    | 1     |
| 2012          | 16    | 2     |
| 2013          | 17    | 1     |
| 2014          | 9     | 1     |
| 2015          | 6     | 0     |
| 2016          | 10    | 0     |
| 2017          | 9     | 3     |
| 2018          | 12    | 4     |
| 2019          | 9     | 4     |
| 2020          | 8     | 2     |
| Összesen      | 178   | 23    |

### Góljai a válogatottban
Utolsó frissítés: 2020. szeptember 6.
| #   | Dátum                | Helyszín                                             | Pályára lépés | Ellenfél        | Gól | Eredmény | Verseny                           |
| --- | -------------------- | ---------------------------------------------------- | ------------- | --------------- | --- | -------- | --------------------------------- |
| 1.  | 2005. október 13.    | Olimpiai Stadion, Serravalle, San Marino             | 6             | San Marino      | 3–0 | 4–0      | 2006-os vb-selejtező              |
| 2.  | 2005. október 13.    | Olimpiai Stadion, Serravalle, San Marino             | 6             | San Marino      | 4–0 | 4–0      | 2006-os vb-selejtező              |
| 3.  | 2007. október 13.    | Atletion, Aarhus, Dánia                              | 27            | Dánia           | 2–0 | 3–1      | 2008-as eb-selejtező              |
| 4.  | 2007. november 17.   | Santiago Bernabéu, Madrid, Spanyolország             | 29            | Svédország      | 3–0 | 3–0      | 2008-as eb-selejtező              |
| 5.  | 2010. március 3.     | Stade de France, Saint-Denis, Franciaország          | 57            | Franciaország   | 2–0 | 2–0      | Barátságos mérkőzés               |
| 6.  | 2011. szeptember 6.  | Las Gaunas, Logroño, Spanyolország                   | 78            | Liechtenstein   | 4–0 | 6–0      | 2012-es eb-selejtező              |
| 7.  | 2012. október 16.    | Vicente Calderón, Madrid, Spanyolország              | 97            | Franciaország   | 1–0 | 1–1      | 2014-es vb-selejtező              |
| 8.  | 2012. november 14.   | Rommel Fernández, Panamaváros, Panama                | 98            | Panama          | 4–0 | 5–1      | Barátságos mérkőzés               |
| 9.  | 2013. március 22.    | El Molinón, Gijón, Spain                             | 100           | Finnország      | 1–0 | 1–1      | 2014-es vb-selejtező              |
| 10. | 2014. szeptember 8.  | Estadi Ciutat de València, Valencia, Spanyolország   | 122           | Észak-Macedónia | 1–0 | 5–1      | 2016-os eb-selejtező              |
| 11. | 2017. szeptember 5.  | Rheinpark Stadion, Vaduz, Liechtenstein              | 145           | Liechtenstein   | 1–0 | 8–0      | 2018-as vb-selejtező              |
| 12. | 2017. november 14.   | Szentpétervári Stadion, Szentpétervár, Oroszország   | 149           | Oroszország     | 2–0 | 3–3      | Barátságos mérkőzés               |
| 13. | 2017. november 14.   | Szentpétervári Stadion, Szentpétervár, Oroszország   | 149           | Oroszország     | 3–3 | 3–3      | Barátságos mérkőzés               |
| 14. | 2018. szeptember 11. | Estadio Manuel Martínez Valero, Elche, Spanyolország | 158           | Horvátország    | 5–0 | 6–0      | 2018–2019-es UEFA Nemzetek Ligája |
| 15. | 2018. október 11.    | Millennium Stadion, Cardiff, Wales                   | 159           | Wales           | 2–0 | 4–1      | Barátságos mérkőzés               |
| 16. | 2018. október 15.    | Estadio Benito Villamarín, Sevilla, Spanyolország    | 160           | Anglia          | 2–3 | 2–3      | 2018–2019-es UEFA Nemzetek Ligája |
| 17. | 2018. november 15.   | Maksimir Stadion, Zágráb, Horvátország               | 161           | Horvátország    | 2–2 | 2–3      | 2018–2019-es UEFA Nemzetek Ligája |
| 18. | 2019. március 23.    | Estadio Mestalla, Valencia, Spanyolország            | 162           | Norvégia        | 2–1 | 2–1      | 2020-as Eb-selejtező              |
| 19. | 2019. június 7.      | Tórsvøllur, Tórshavn, Feröer-szigetek                | 164           | Feröer          | 1–0 | 4–1      | 2020-as Eb-selejtező              |
| 20. | 2019. június 10.     | Santiago Bernabéu, Madrid, Spanyolország             | 165           | Svédország      | 1–0 | 3–0      | 2020-as Eb-selejtező              |
| 21. | 2019. szeptember 5.  | Arena Națională, Bukarest, Románia                   | 166           | Románia         | 1–0 | 2–1      | 2020-as Eb-selejtező              |
| 22. | 2020. szeptember 6.  | Alfredo di Stéfano stadion, Madrid, Spanyolország    | 172           | Ukrajna         | 1–0 | 4–0      | 2020–2021-es UEFA Nemzetek Ligája |
| 23. | 2020. szeptember 6.  | Alfredo di Stéfano stadion, Madrid, Spanyolország    | 172           | Ukrajna         | 2–0 | 4–0      | 2020–2021-es UEFA Nemzetek Ligája |

## Sikerei, díjai
Real Madrid:
- Spanyol bajnok (5): 2006–07, 2007–08, 2011–12, 2016–17, 2019–20
- Spanyol kupa (2): 2010–11, 2013–14
- Spanyol szuperkupa (4): 2008, 2012, 2017, 2020
- UEFA-bajnokok ligája (4): 2013–14, 2015–16, 2016–17, 2017–18
- Európai szuperkupa (3): 2014, 2016, 2017
- FIFA-klubvilágbajnokság (4): 2014, 2016, 2017, 2018

### Válogatott
Spanyolország:
- Világbajnok: 2010
- Európa-bajnok: 2008; 2012
  - U19-es Európa-bajnok: 2004

### Egyéni
- Don Balón-díj a legjobb újoncnak: 2005
- Antonio Puerta-díj[17]
- Vb All Star-csapat: 2010
- Az év védője az UEFA szavazásán: 2017[18]

### Hivatalos honlapja
- Sergio Ramos

### Közösségi weboldalai
- Sergio Ramos a Facebookon
- Sergio Ramos a Twitteren
- Sergio Ramos az Instagramon